# Sperrgebiet

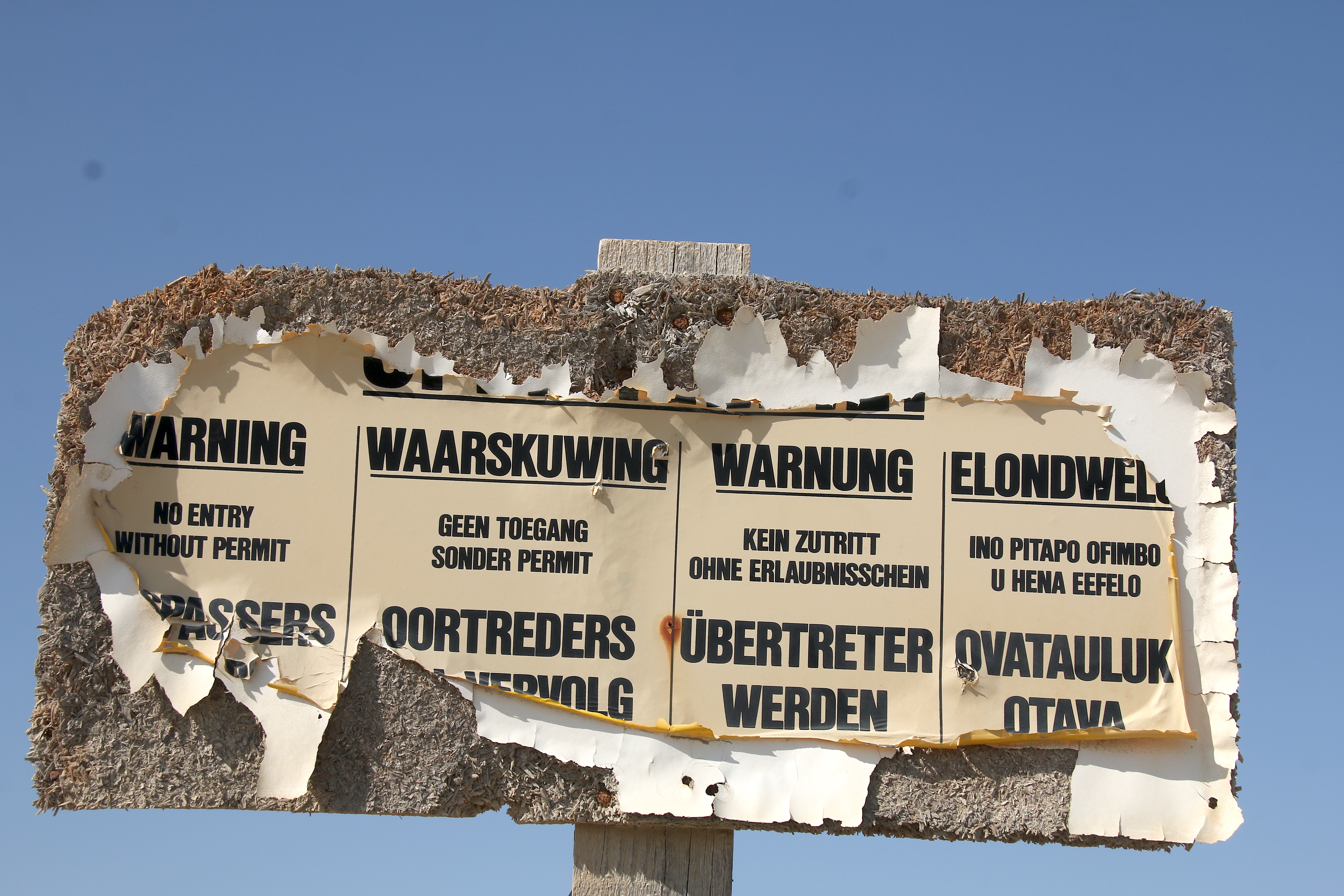
Hinweisschild im Diamantensperrgebiet in Namibia

Als Sperrgebiet (Synonym: Sperrzone) wird im allgemeinen Sprachgebrauch ein Gelände oder Areal bezeichnet, das für die Zivilbevölkerung überhaupt oder zeitweise nicht zugänglich ist. Dazu gehören beispielsweise Truppenübungsplätze oder ehemalige Munitionsanstalten.
Es gibt auch Sperrgebiete, in denen lediglich bestimmte zolltechnische Vorschriften zu beachten sind, wie im Freihafen oder in Zollgrenzbezirken.

## Arten

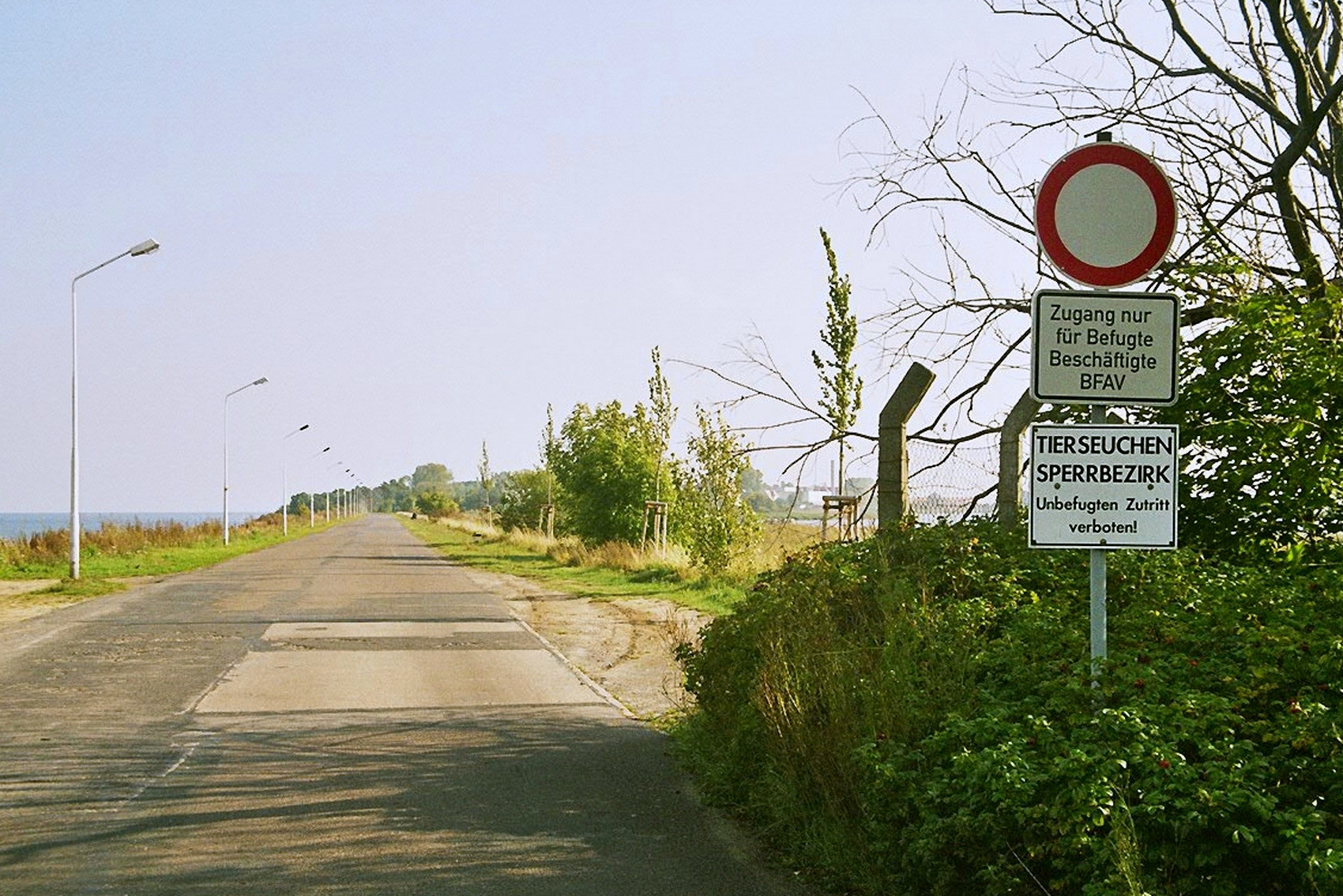
Tierseuchen-„Sperrbezirk“ der Insel Riems in Mecklenburg-Vorpommern

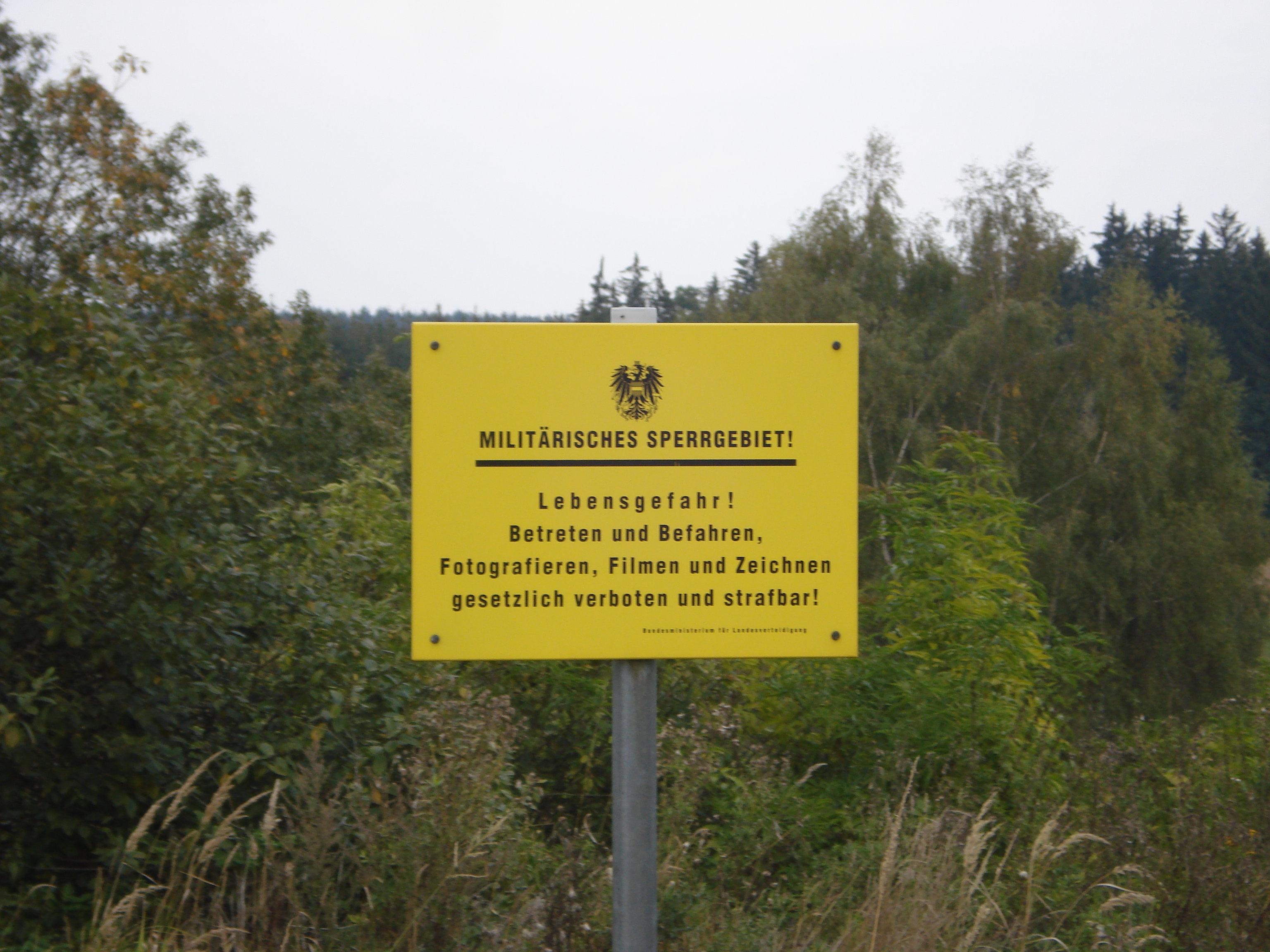
Der Truppenübungsplatz Allentsteig ist ein militärisches Sperrgebiet

Die meisten Sperrgebiete sind militärischer Natur (beispielsweise heutige Truppenübungsplätze oder frühere Grenzsicherungsanlagen), sie können aber auch zeitweise eingerichtet werden und dem Schutz von Gipfeltreffen vor Störern dienen.
Ebenso kann durch militärische (Raubkammer) oder chemische Altlasten (Seveso) wie auch durch atomare Unfälle kontaminiertes Gelände zum Sperrgebiet erklärt werden, wie dies nach der Katastrophe von Tschernobyl geschehen ist.
Sperrgebiete werden auch eingerichtet, wenn größere nicht-militärische Raketen gestartet werden oder Sprengungen durchgeführt werden. Hierbei kann das Sperrgebiet temporärer oder permanenter Natur sein. Permanente Sperrgebiete gibt es zudem im Umkreis von Anlagen der Wasserversorgung, um diese vor Verunreinigungen zu schützen.
Sperrgebiete können ganz oder teilweise umzäunt sein. In diesen Fällen ist nicht immer ein Unterschied zu einem Betriebsgelände, das nur von entsprechenden Mitarbeitern betreten werden darf, erkennbar. Militärische Sperrgebiete, in denen Truppenübungen stattfinden, sind im Unterschied zu anderen militärischen Arealen, wie Kasernen, Flugplätzen oder Depots meist nicht eingezäunt, sondern durch Hinweisschilder wie Militärisches Sperrgebiet gekennzeichnet, die darauf hinweisen, dass bei Betreten desselben von der Schusswaffe Gebrauch gemacht werden könne. Erweitert wird das Sperrgebiet durch die sogenannte Sperrzone. Dort ist oft das Fotografieren untersagt, und es können unvermittelt Kontrollen durch zuständiges Personal durchgeführt werden. Eines der berühmtesten militärischen Sperrgebiete ist die Area 51 in den USA.
Es gibt auch Sperrgebiete, durch die Verkehrswege für den öffentlichen Verkehr führen, wie die Landesstraße 75 durch den Truppenübungsplatz Allentsteig. Ihre Benutzung kann unter Umständen eingeschränkt sein.
Daneben existieren auch Sperrgebiete auf See. Sie sind z. T. durch Tonnen gekennzeichnet und auf Seekarten verzeichnet. Um die Gebiete der Offshore-Windparks in der deutschen Nord- und Ostsee befindet sich eine 500-m-Sicherheitszone, deren Befahrbarkeit durch eine Allgemeinverfügung der Generaldirektion Wasserstraßen und Schifffahrt, Außenstelle Nord bzw. Nordwest geregelt ist.
Im Kriegsfalle wird als Sperrgebiet ein Seegebiet bezeichnet, das von einer der kriegsführenden Parteien zum Kriegsgebiet erklärt wurde und in dem Schiffe jeglicher Art ohne Warnung angegriffen und versenkt werden. Dieses ist besonders als Warnung an Nationen gedacht, die versuchen, das Gebiet zu durchqueren, auch wenn sie nicht zu den Kriegsgegnern zählen, um den Feind mit Material zu versorgen. 

## DDR

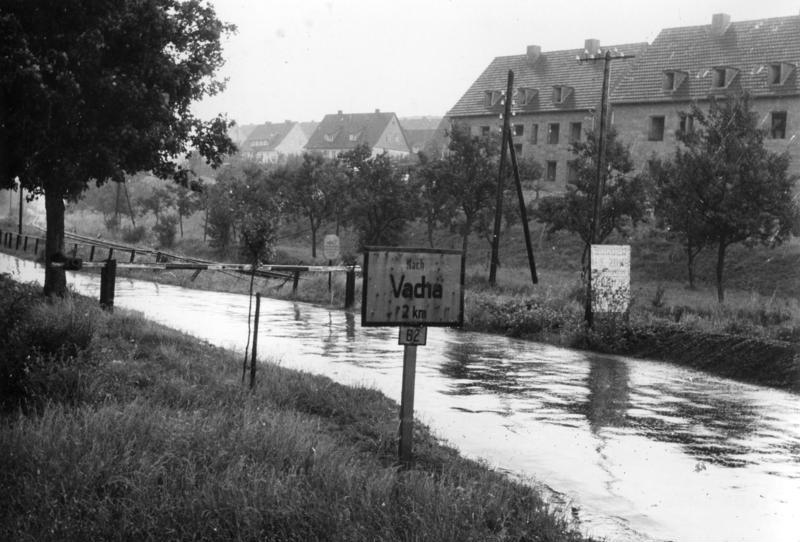
Die gesperrte Fernverkehrsstraße 62 bei Philippsthal in Richtung Vacha (1952)

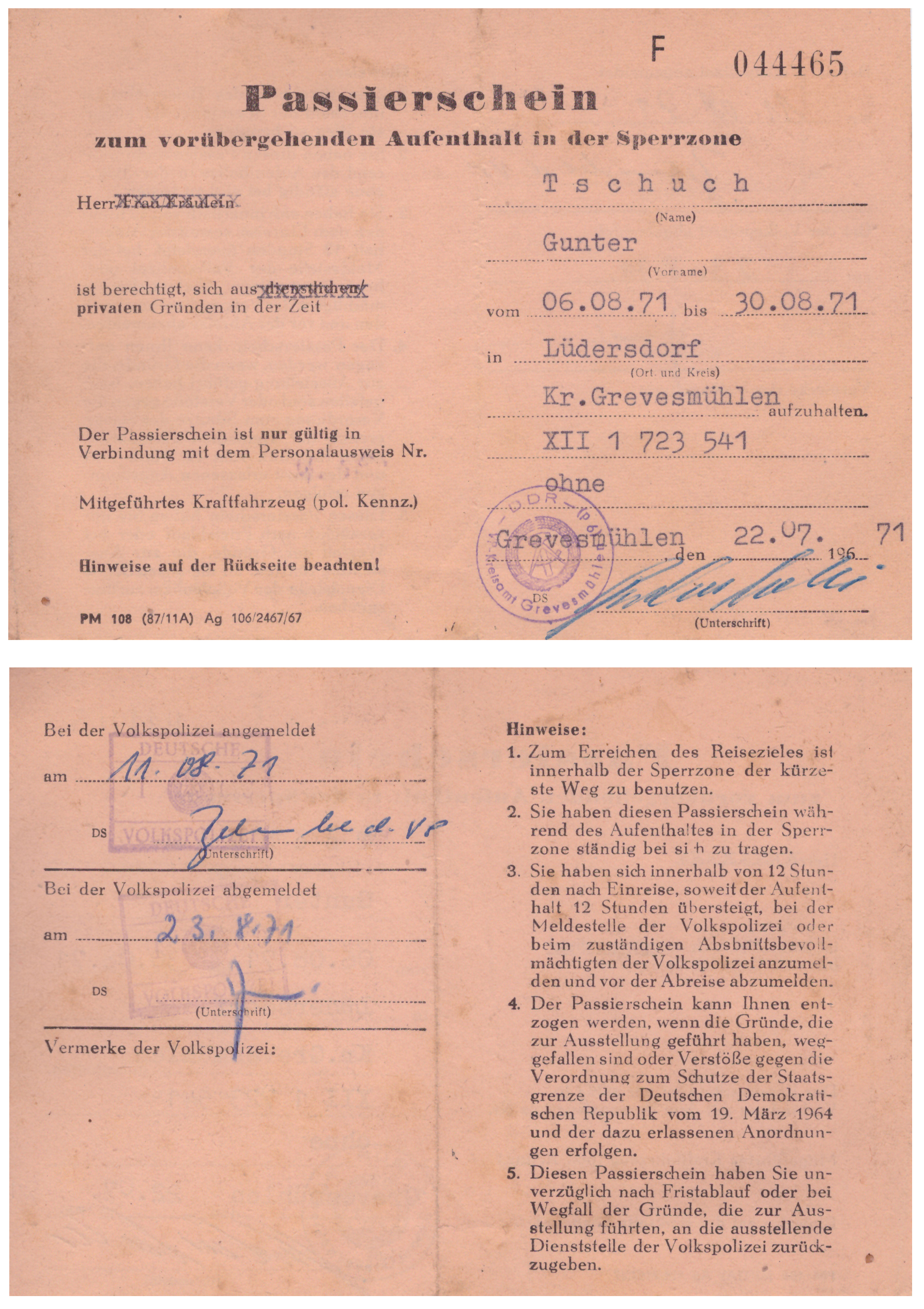
Passierschein zum Besuch von Verwandten in der Sperrzone der DDR

Im Mai 1952 riegelte die Führung der DDR ihr Land mit einem 5 Kilometer breiten Sperrgebiet entlang der innerdeutschen Grenze ab. Jeder Grenzübertritt war fortan genehmigungspflichtig. Im Sperrgebiet verlief an der Grenze ein 500 Meter breiter Schutzstreifen und unmittelbar davor ein 10 Meter breiter Kontrollstreifen. Tausende als „politisch unzuverlässige“ eingestufte Bewohner der Sperrzone wurden kurz darauf in der „Aktion Ungeziefer“ beziehungsweise 1961 im Zuge der „Aktion Kornblume“ zwangsweise ins Landesinnere umgesiedelt. Das Betreten des Kontrollstreifens war verboten. Der bisher nur bei der Abwehr bewaffneter Grenzdurchbrüche oder zur Selbstverteidigung erlaubte Schusswaffengebrauch war Grenzpolizisten fortan bei jeder „Nichtbefolgung“ ihrer Anordnungen gestattet oder später vorgeschrieben. Seither baute die DDR die innerdeutsche Grenze immer stärker aus, um eine Massenflucht ihrer Bewohner in den Westen zu verhindern. Den letzten noch offenen Weg dorthin versperrte seit August 1961 die Berliner Mauer.
Das Betreten des Sperrgebiets bedurfte eines Passierscheins. Die Bewohner mussten sich registrieren lassen und trugen einen Vermerk im Personalausweis. Der Ausweis musste stets mitgeführt werden und konnte durch Angehörige von Grenzpolizei oder Grenztruppen kontrolliert werden. Das Nichtmitführen des Ausweises hatte eine Verhaftung und Identitätsfeststellung in der Polizeidienststelle bzw. in der Grenzkompanie sowie ein Ordnungsgeld zur Folge. Die Zufahrt bzw. der Zugang in das Sperrgebiet musste über sogenannte Kontrollpunkte erfolgen, was oft einen größeren Umweg bedeutete. Man führte zum Ausgleich dieser Unannehmlichkeiten einen monatlichen Sperrgebietszuschlag ein, welcher in der Höhe nach Arbeiter (40 Mark) und Akademiker gestaffelt war und mit dem Lohn ausgezahlt wurde. Besucher mussten sich in das Hausbuch eintragen und im Bürgermeisteramt registrieren lassen. Für die Erteilung eines Passierscheines wurden immer wieder unterschiedliche Regelungen angewendet, welche zum Beispiel auf dem Verwandtschaftsverhältnis beruhten.
Der zehn Meter breite und gepflügte Kontrollstreifen wurde auch „Todesstreifen“ genannt. Dieser Bereich war zeitweise vermint sowie mit Signalanlagen und Selbstschussanlagen ausgerüstet. Der mit Stacheldraht gesicherte „Schutzstreifen“ wurde vollständig von Bebauung und Bewuchs geräumt. Für das Betreten des 500-m-Schutzstreifens galten verschärfte Sicherheitsbestimmungen.
Bürger der Bundesrepublik Deutschland durften nicht in das Sperrgebiet einreisen; es wurde bis in den Herbst 1989 aufrechterhalten. Wenige Wochen vor dem Mauerfall wurde das Sperrgebiet aufgelöst und der Zutritt für alle DDR-Bürger oder auch Besucher aus der Bundesrepublik Deutschland freigegeben.

## Luftfahrt
Eine Flugverbotszone (englisch no-fly zone, kurz NFZ) ist ein Luftraum, in dem aus militärischen Gründen sämtliche Flugbewegungen von Luftfahrzeugen verboten sind. Ausnahmen können beispielsweise zur Durchsetzung des Flugverbots und für humanitäre Zwecke vorgesehen werden.
Lufträume, die ein Staat über dem eigenen Hoheitsgebiet für Flüge restringiert (z. B. wegen militärischer Operationen, aus Sicherheitsgründen, bei politischen Anlässen), bezeichnet man dagegen als Luftsperrgebiete bzw. Flugbeschränkungsgebiete. Für den Flugverkehr gesperrte Gebiete werden auf Luftfahrtkarten mit P (nach dem Englischen prohibited) gekennzeichnet, z. B. LI-P243 (Südeuropa – Italien – Sperrgebiet Nr. 243 Roma [Città del Vaticano]). Diese Sperrgebiete sind definiert durch Grenzen in der Karte sowie Unter- und Obergrenze. In Deutschland gibt es derzeit keine solchen Gebiete, dort werden lediglich Flugbeschränkungsgebiete eingerichtet.